# Aeroportul Colville Lake
Aeroportul Colville Lake (IATA: YCK, ICAO: CYVL) este un aeroport din Colville Lake⁠(d), Region 2, Northwest Territories⁠(d), Teritoriile de Nord-Vest, Canada.
Situat la o altitudine de 274 m, aeroportul dispune de 1 pistă.

## Infrastructură

### Piste
Aeroportul dispune de o singură pistă. Pista are orientarea 17/35. 